# Mewa Arena
La Mewa Arena, nota come Opel Arena dal 2016 al 2021, è uno stadio di Magonza, in Germania; può contenere 33 305 spettatori e ospita dal 2011 le partite casalinghe della locale squadra di calcio, il Magonza.
L'impianto è stato costruito nel 2009 per rimpiazzare lo Stadion am Bruchweg ed era originariamente denominato Coface Arena per via di una sponsorizzazione da parte del gruppo assicurativo Coface, terminata nel 2016. Nel luglio dello stesso anno, l'impianto ha mutato nome in quello attuale dopo un accordo con l'omonima casa automobilistica.

## Storia
La costruzione di un nuovo stadio, necessaria per competere economicamente con le altre squadre della Bundesliga, fu inizialmente progettata in un sito attiguo a quello in cui sorge lo Stadion am Bruchweg, nel quartiere di Hartenberg-Münchfeld. L'esigenza di introdurre costose barriere sonore per proteggere le abitazioni vicine spinse, tuttavia, i progettisti a cambiare il luogo dove realizzare il progetto. 
Nel 2007 si decise, quindi, di costruire un nuovo stadio polivalente all'Europakreisel, circa due chilometri più a ovest, nel quartiere di Gonsenheim. Lo stadio avrebbe douto offrire spazio per circa 35 000 spettatori ed essere il nuovo impianto di casa del Magonza a partire dalla stagione 2009-2010. A causa dei problemi sorti all'Europakreisel, tuttavia, la città di Magonza esaminò altre tre collocazioni: sul sito dove sorgeva l'azienda HeidelbergCement, a Weisenau; vicino al nuovo polo espositivo, tra Hechtsheim e Ebersheim; nel distretto di Wiesbaden, nel luogo dove giocava il Wehen Wiesbaden, ma non mancarono le rimostranze in caso la scelta fosse ricaduta su quest'ultima ipotesi. Il 19 febbraio 2008 fu finalmente trovata una nuova possibile collocazione per lo stadio, anch'essa vicino all'Europakreisel. L'ubicazione dello stadio fu spostata di circa 800 metri a sud, verso Bretzenheim, per avere a disposizione la superficie necessaria per l'impianto. 
Il costo di costruzione dello stadio fu di 55 milioni di euro, più 15 milioni di euro per ulteriori costi di costruzione e sviluppo e per l'acquisizione dell'area di costruzione.
I lavori di costruzione dello stadio iniziarono il 5 maggio 2009, con un primo allestimento del cantiere, mentre a settembre partirono i lavori di fondazione. I costi furono coperti dai fondi comunali (32,5 milioni di euro) e dalle sovvenzioni dello stato della Renania-Palatinato e della città di Magonza, per un totale di 62,5 milioni di euro di investimento pianificato, poi salito a 70 milioni di euro. Il progetto fu completato dalla costruzione di un impianto fotovoltaico sul tetto dello stadio, con chiusura dei quattro angoli dell'impianto con coperture in vetro, nell'ambito di una serie di interventi aggiuntivi finanziati interamente dal club calcistico del Magonza. 
L'impianto fu inaugurato il 4 luglio 2011. Il primo incontro vi si tenne il 19 luglio, in occasione di un quadrangolare tra Magonza, Borussia Dortmund, Bayern Monaco e Amburgo. Dal 2011-2012 lo stadio ospita le partite interne del Magonza. 
Il 6 giugno 2014 lo stadio di Magonza ospitò per la prima volta la nazionale tedesca, in occasione della partita contro l'Armenia.

## Galleria d'immagini

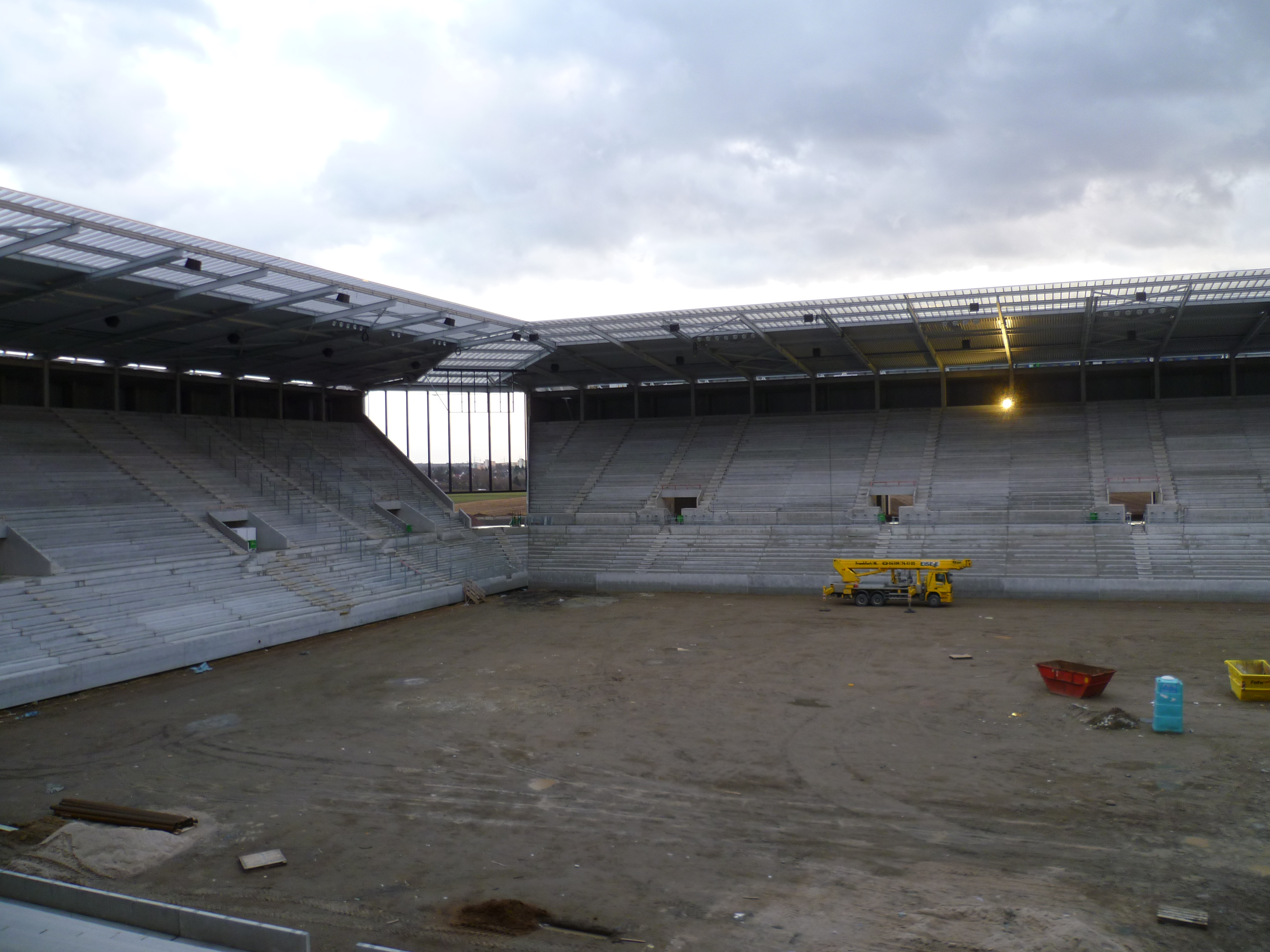
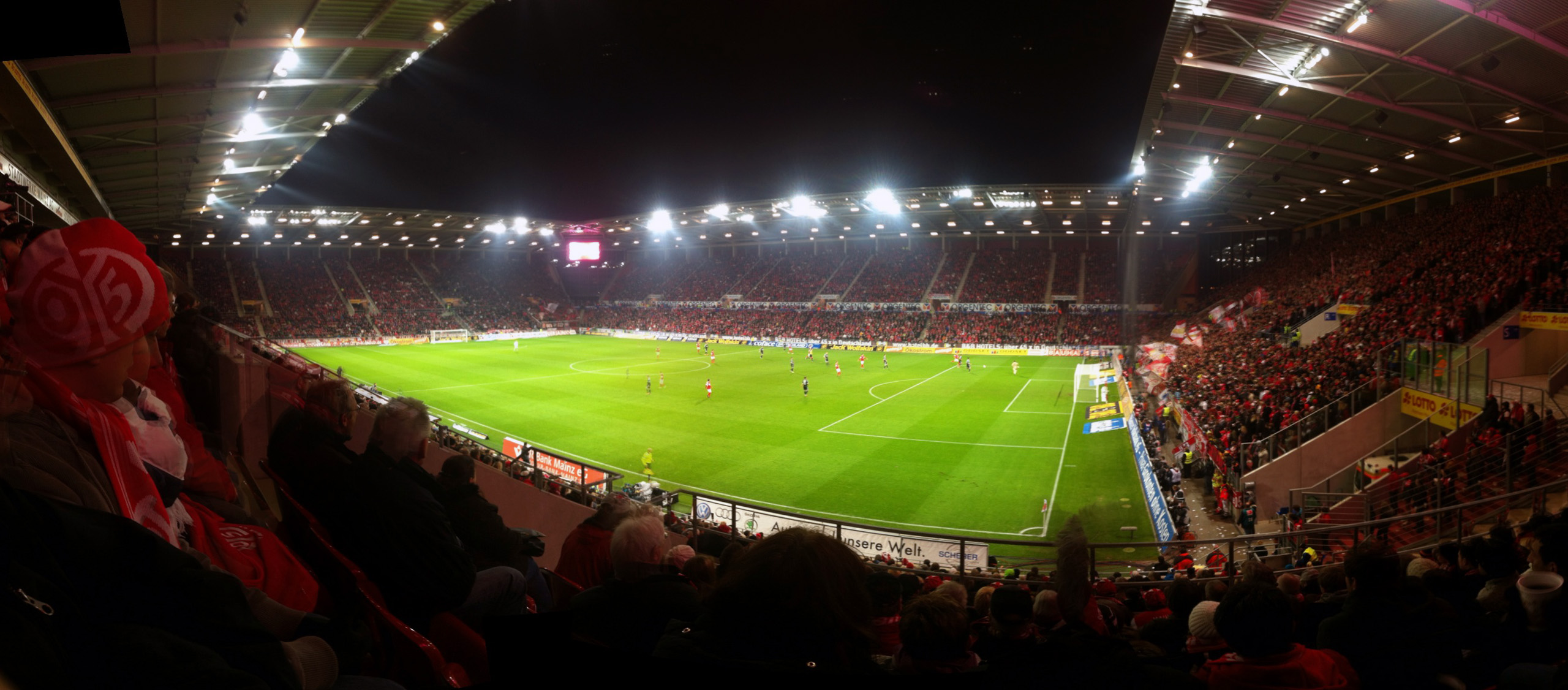
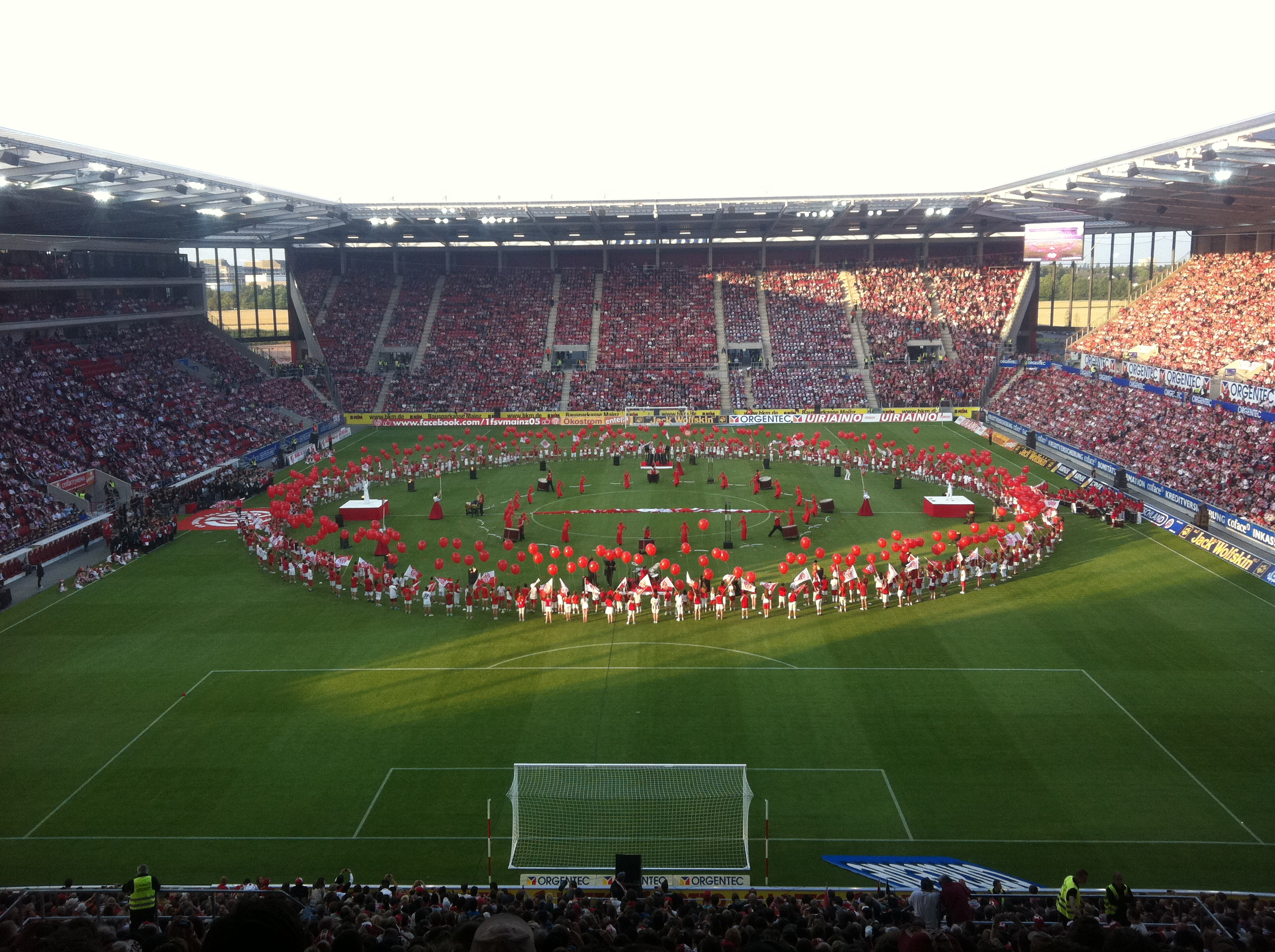
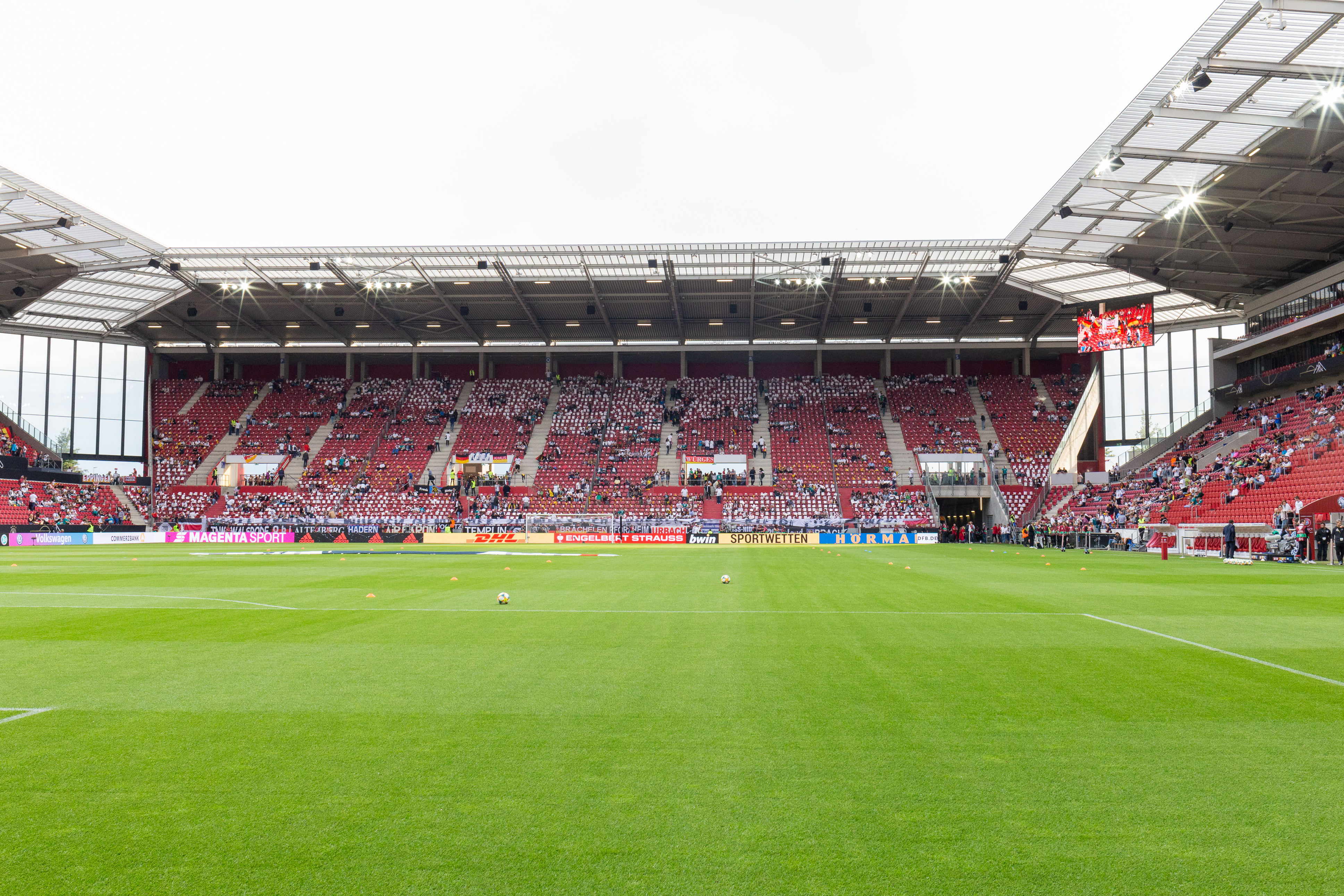

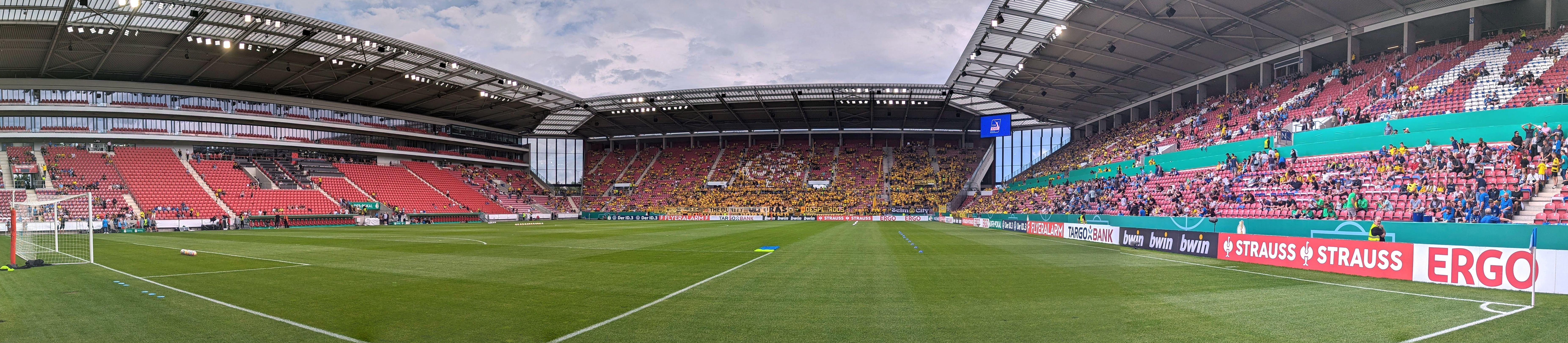
Interno della Mewa Arena.